# Kifisia (stacja metra)
Kifisia (gr: Κηφισιά) – stacja metra ateńskiego na linii 1 (zielonej), 25,665 km od Pireusu. Została otwarta 10 sierpnia 1957. Znajduje się na terenie miasta Kifisia i jest północną stacją końcową linii.